# Epinephelus posteli
Epinephelus posteli är en fiskart som beskrevs av Pierre Fourmanoir och Crosnier, 1964. Epinephelus posteli ingår i släktet Epinephelus och familjen havsabborrfiskar. IUCN kategoriserar arten globalt som otillräckligt studerad. Inga underarter finns listade i Catalogue of Life.